# 鈴木為次郎
鈴木為次郎（すずき ためじろう、1883年（明治16年）5月24日 - 1960年（昭和35年）11月20日）は、囲碁の棋士。愛知県生まれ、巌崎健造門下、方円社、裨聖会、棋正社、日本棋院に所属、名誉九段。読みが深く粘り強い棋風で、長考派としても知られる。「旭将軍」の異名をとった。妻は鈴木秀子四段。

## 経歴
愛知県刈谷市に生まれる。11歳で囲碁を覚え、上京後の成城中学、京北中学時代に方円社に通い、その後巌崎健造の内弟子となる。徴兵志願して1年の軍属後、地方を武者修行し、1907年に師の巌崎に二子で勝って飛び付き三段を認められる。1909年、二段格の瀬越憲作の試験碁六番碁を打ち、瀬越は飛び付き三段を認められる。以後瀬越とは終生の好敵手となる。1910年四段。1914年から本因坊秀哉と十番碁を打ち、結果は公表されなかったが、先二で始まって定先に手直りし、定先で2連勝した。1915年に萬朝報主催の勝ち抜き戦で10人抜きを果たす。同年五段。同年、中国を経てシンガポールに渡り、ゴム園経営を試みるが、ゴム大暴落により1917年帰国。1919年に再度シンガポールに渡るが、1921年に事業を断念して帰国。同年六段。
1922年、方円社の雁金準一、瀬越憲作、坊門の高部道平とともに裨聖会設立。1923年、鈴木が顧問をしていた少壮棋士の研究会「六華会」所属の女流棋士田岡秀子二段と結婚。1924年の碁界大合同により日本棋院に参加するが、同年雁金準一、高部道平、加藤信、小野田千代太郎と棋正社を設立するが、1926年には日本棋院に復帰。同年七段。
1924年からの院社対抗戦に棋正社として「常勝将軍」と呼ばれる野沢竹朝が出場すると、かつて野沢に相性が悪く先二の手合であった鈴木は野沢との対戦を望み、対抗戦と並行して1927年から十番碁を行う。野沢の肺病のためしばしば中断したが、1930年までに9番打ち、5勝2敗2ジゴとする。
1927年から開始された日本棋院大手合の東西対抗戦では、瀬越と並ぶ出場者最高の七段として出場し、大将格同士の対戦は大いに人気を集めたと言う。また大手合の持ち時間が一人11時間だった当時、長考派の鈴木の対局だけは一人16時間だった。
1934年報知新聞で、新布石代表の呉清源・木谷実組と、旧布石代表として鈴木・瀬越憲作組による相談碁が行われる。同年NHKで行われたラジオ放送での早碁手合が試験的に行われ、その始めとして光原伊太郎と対局した。1935年のお年玉放送では瀬越と対局する。1939年から開始された第1期本因坊戦では、七段として4次に渡る最終トーナメントに参加したが、呉清源、加藤信、木谷実に敗れて本因坊決定戦には進めなかった。1942年八段に推挙。
戦後は板橋区で質屋兼材木屋も経営。1953年には、雁金準一、瀬越憲作と共同通信社主催三長老戦に出場。1957年名誉九段。1960年紫綬褒章受章、同年11月死去。門下に、木谷実、関山利一、島村俊廣、半田道玄、鈴木五良、梅田万寿治、鈴木政春、尾崎鈴子など。

## 著作
- 『新撰圍碁全集（全2巻）』大阪屋號書店 1915年
- 『囲碁大辞典（全3巻）』新光社 1933年
- 『囲碁初学入門』誠文堂 1934年
- 『囲碁大辞典（改訂版、全3巻）』誠文堂新光社 1960年
- 『定石小辞典（上）（下）』誠文堂新光社 1976、78年（木谷実と共著）